# Montbrió del Camp
Montbrió del Camp är en kommun i Spanien.   Den ligger i provinsen Província de Tarragona och regionen Katalonien, i den östra delen av landet, 400 km öster om huvudstaden Madrid. Antalet invånare är 2 515. Arean är 10,7 kvadratkilometer. Montbrió del Camp gränsar till Cambrils, Mont-roig del Camp, Botarell, Riudoms, Vinyols i els Arcs och Riudecanyes. 
Terrängen i Montbrió del Camp är platt.